# Aurore von Haxthausen
Gustafva Charlotta Märta Aurora (Aurore) von Haxthausen, født Gyllenhaal (15. august 1830 i Vestergötland – 7. februar 1888 i Stockholm) var en svensk forfatterinde, datter af landshøvding, statsråd, generaltolddirektør friherre Carl Henrik Gyllenhaal og Beata Aurora f. af Nordin.
Efter Faderens død i 1857 overtog Aurora G. Pladsen som Hoffrøken hos Kronprinsesse Lovisa, i hvilken Stilling hun
forblev, da Prinsessen besteg Tronen, ja, lige indtil dennes Død 1871. Ved sin rige Begavelse, sin
aldrig saarende eller bitre Kvikhed og Vittighed, sin sprudlende Aand og fine Kvindelighed glimrede
hun ved Hove, samlede altid Beundrere om sig og erhvervede sig sin Dronnings sande Venskab. 20. Marts
1873 ægtede hun den danske Legationssekretær i Stockholm, Kammerherre Fred. Ferd. Haxthausen
(f. 5. Febr. 1823 d. 25. Dec. 1888). I 15 Aar levede dette barnløse Ægtepar meget lykkelig sammen, og i
deres Hus forstod hun at samle en stor og interessant Kreds. Under alt dette var hun dog legemlig svag;
men hendes gjennemgribende Religiøsitet gav hende til det sidste Styrke i Lidelsen.
Hendes Mand havde i sin Ungdom mistet sin forlovede, Klara Kuhlmann; under dette
Forfatterindemærke udgav Fru H. 1883-84 «Från svenska hem», I-II. I disse Novellesamlinger skildrer hun
sine egne Barndomsminder. Hun improviserede pikante og træffende Vers; men hendes musikalske Evne turde
dog have været hendes Hovedstyrke. Den Lethed, den geniale og opfmdelsesrige Fantasi, hvormed
hun paa Klaveret fremtryllede Følelser, Stemninger og Tildragelser af sit eget eller andres Liv, var
højst overraskende. Andre maatte hjælpe hende med at nedskrive hendes Kompositioner, af hvilke mange
ere gaaede tabt. Til den danske Kronprins Frederiks Bryllup komponerede hun en Festpolonaise, som endnu
ofte bruges ved festlige Lejligheder i Sverige, og senere en kraftfuld Marche, som tit udføres ved
den svenske Rigsdags Aabningsfest. Hun var en af sin Samtids mest begavede Kvinder i Sverige.